# Sidusa nigrina
Sidusa nigrina är en spindelart som beskrevs av Pickard-Cambridge F. 1901. Sidusa nigrina ingår i släktet Sidusa och familjen hoppspindlar. Inga underarter finns listade i Catalogue of Life.